# Moustapha Akkad
Moustapha Akkad (1 de julio de 1930 - 11 de noviembre de 2005) fue un productor de cine y  director nacido en Alepo, Siria, pero que desarrolló su carrera principalmente en Estados Unidos. Es conocido por producir la serie de  Halloween y como director de las películas El mensaje y El león del desierto. Tras haber dedicado una gran parte de su carrera a intentar explicar el Islam a Occidente, fue asesinado en 2005 en Amán, Jordania por un atentado suicida de Al-Qaeda.

## Biografía y carrera
A principios de los años 1950 su padre le dio 200 dólares y un ejemplar del Corán antes de que partiera hacia Estados Unidos para estudiar dirección de cine y producción en la Universidad de California en Los Ángeles (UCLA). Akkad dedicó otros tres años a estudiar un máster en la Universidad del Sur de California (USC), donde entró en contacto con el legendario director Sam Peckinpah. Este se convirtió en su mentor en Hollywood y lo contrató como asesor para una película sobre la guerra de independencia de Argelia que nunca llegó a la gran pantalla, pero siguió alentándolo hasta que Akkad encontró trabajo como productor en la cadena de televisión CBS. 
En 1976, produjo y dirigió El mensaje, protagonizada por Anthony Quinn e Irene Papas. Akkad afrontó la reticencia de Hollywood hacia el proyecto de realizar una película sobre los orígenes del Islam, y tuvo que ir fuera de los Estados Unidos para incrementar los fondos para la producción de la película. 
Mientras creaba El mensaje, Akkad consultó a religiosos islámicos, tratando de ser respetuoso hacia el islam y sus puntos de vista sobre la imagen de Mahoma. Contemplaba la película como una forma de salvar la brecha entre Occidente y el mundo islámico, tal como afirmaba en una entrevista de 1976: 

«Hice la película porque es algo personal para mí. Dejando a un lado sus valores de producción como película, tiene su historia, su intriga, su drama. Además de todo esto creo que es algo personal, yo mismo soy un musulmán que vive en occidente, y sentí que era mi obligación, mi deber, decir la verdad sobre el Islam. Es una religión que tiene 700 millones de fieles, sin embargo, es tan poco lo que se conoce acerca de ella que esto me sorprendió. Pensé que debería contar la historia que pudiera traer este puente, esta brecha hacia Occidente.»

En 1978, ayudó en la producción de una película de bajo presupuesto, Halloween, la primera de una serie de populares películas de terror en las que participó como productor ejecutivo (el único productor en todas las películas), por lo que se convirtió en un personaje conocido en la industria de Hollywood. La serie fue muy rentable, aunque sólo la primera película se convirtió en un icono del cine de terror. 
En 1980 dirigió su siguiente gran proyecto,El león del desierto, de nuevo con Anthony Quinn e Irene Papas, a los que se unieron Oliver Reed, Rod Steiger y John Gielgud. Es acerca de la vida del dirigente beduino Omar Mukhtar (Quinn), que luchó contra las tropas italianas de Mussolini en los desiertos de Libia. Actualmente la película es aclamada por la crítica, tras recibir una publicidad inicial negativa en Occidente por el hecho de haber sido financiada parcialmente por Muammar al-Gaddafi, presidente de Libia, quien invirtió 35 millones de dólares en la película. Esta publicidad negativa puede haber sido la causa de su relativamente pobre rendimiento en taquilla.
En el Reino Unido Akkad hizo intentos para comprar los clásicos Pinewood Studios, y también tuvo un estudio en Twickenham. Fue en el proceso de producción de una película con el actor Sean Connery como protagonista escogido, acerca del Rey Saladino y las Cruzadas, para la que ya tenía el guion, que debía filmarse en Jordania, que hablando de la película, dijo: 

«... Saladino retrata exactamente el Islam. Actualmente, el Islam es retratado como una religión terrorista. Debido a que unos cuantos terroristas son musulmanes, toda la religión tiene esa imagen. Si alguna vez hubo una guerra religiosa llena de terror, fueron las Cruzadas. Pero no se puede culpar al cristianismo porque unos pocos aventureros hicieran aquello. Ese es mi mensaje.»

En un trágico giro del destino, Akkad y su hija de 34 años de edad, Rima Akkad Monla, fueron asesinados en los atentados del 9 de noviembre de 2005 en Amán. Ambos se hallaban en el vestíbulo del hotel Grand Hyatt dirigiéndose a una boda, cuando un atacante suicida enviado por Al-Qaeda hizo detonar su dispositivo; su hija murió instantáneamente, y Akkad falleció a causa de sus heridas dos días después en un hospital. Akkad fue sobrevivido por tres hijos, entre ellos Tarek, su primogénito, y Malek, quien le había ayudado en la producción de la mayoría de las películas de la serie Halloween.

## Filmografía
Fue productor ejecutivo de la serie de películas Halloween
- Halloween (1978)
- Halloween 2 (1981)
- Halloween III: Season of the Witch (1982)
- Cita con el miedo (1985)
- Free Ride (1986)
- Halloween 4: el regreso de Michael Myers (1988)
- Halloween 5: La venganza de Michaels Myers (1989)
- Halloween 6: La Maldición de Michael Myers (1995)
- Halloween H20: 20 años después (1998)
- Halloween: Resurrección (2002)

Dirigió y produjo las siguientes películas:
- Risâlah, ar- (1976)
- El mensaje (1976)
- El león del desierto (1981)